# リーバイス

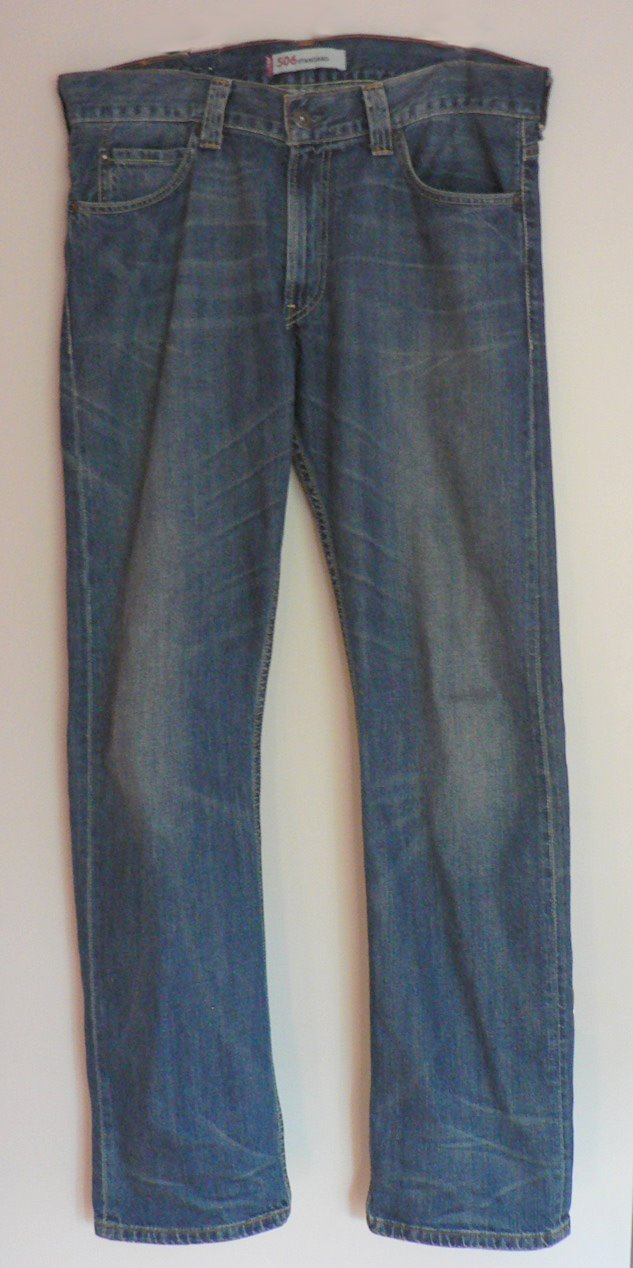
リーバイスの販売するジーンズのひとつ。『リーバイス506』

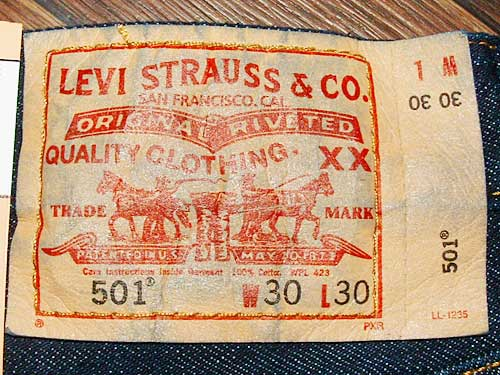
リーバイスのジーンズに付けられているパッチ

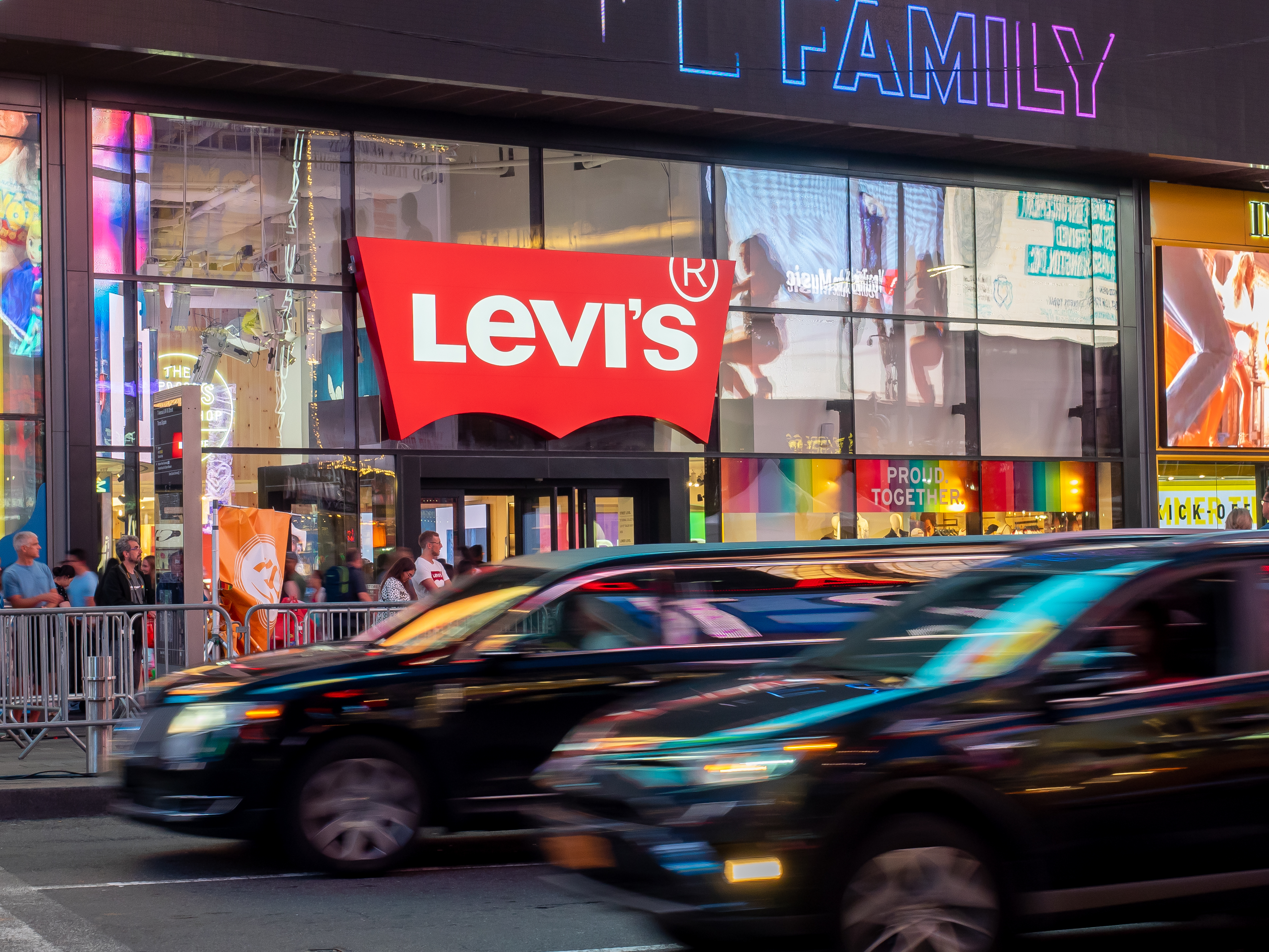
タイムズスクエアの旗艦店

リーバイス（英語: Levi's）は、アメリカ合衆国を拠点とするアパレルメーカーで、ジーンズのブランドである。正式名称はリーバイ・ストラウス (Levi Strauss & Co.) 。
創業から1999年まで一族が直接に経営しており、現在も創業者の子孫であるハース家が株式の75.6パーセント (%) 、議決権の99%を保有する。

## 来歴
主要モデルの詳細はジーンズ#特に有名なモデルを参照。
- 1853年 リーヴァイ・ストラウスがサンフランシスコのベイエリアに雑貨店・生地商「リーバイ・ストラウス社」を設立し、幌や帆の材料であったキャンバス地で主に港湾労働者向けの作業用パンツを製造して販売した。
- 1870年 ジェイコブ（ヤコブ）・デイヴィスがリーバイス社から仕入れたキャンバス地のパンツであるウエステッド・オーヴァーオールにリベット補強を施し、現在のジーンズの原型が完成する。
- 1873年5月20日 リーヴァイ・ストラウス、ジェイコブ（ヤコブ）・デイヴィスと共に「金属リベットによる衣服の補強方法に関する特許」を取得する。バック・ポケットの裏側に補強布を縫い付けるためアーキュエット・ステッチが施す。
- 1880年代 素材をキャンバス地からデニムに変更し、現存する最古のジーンズを生産する。1882年に宣伝にXX（エクストラ・エクシード）デニムの呼称を用いる。
- 1886年 2頭の馬で両方から引っ張っても破れないほど頑丈であることを表現する、ツーホース・マークのレザーパッチをウエストバンドに縫い付け、後の501Ⓡの基本ディテールが確立する。
- 1890年 ロット・ナンバーを導入し、ウェステッド・オーヴァーオールに「501」の番号を付する。フロントにコインポケット[注釈 1]を設ける。
- 1902年 バックポケットを2つにして現在の5ポケットのスタイルが完成する。リーヴァイ・ストラウス死去する。
- 1906年 サンフランシスコ地震で本社屋と工場が倒壊し、数週間後にバレンシア工場を建設する。
- 1915年 素材のデニムをノースカロライナ州のコーンミルズ社から調達を始め、1922年から同社に一本化する。デトロイトにあったフォード自動車工場の生産システムを導入し、流れ作業の生産方式が衣料品の縫製工場に適用された米国における最初の例となった[3]。

- 1922年 初めてウェストバンドにベルトループを設ける。サスペンダーボタンは1937年まで継続する。
- 1930年 ボーイズ・モデルの503XXを発売する。
- 1935年 レディス・モデルの701を発売する。
- 1936年 コピー製品防止のため、レッド・タブを考案し、1939年に意匠登録する。
- 1937年 サスペンダーボタンを廃止し、ヒップポケットの補強は隠しリベットとする。ブラウスの呼称で、のちにジージャンと称される506XX[注釈 2]を発売する。
- 1942年 第二次世界大戦中、物資統制のためアーキュエット・ステッチをペンキ描きとして、トップボタンは代用品とする。バックストラップ（バックルバック、シンチバック）と股リベットを廃止する。コインポケットのリベットも省略する。
- 1943年 アーキュエット・ステッチを意匠登録する。
- 1947年 アーキュエット・ステッチやコインポケットのリベットを復する。アーキュエット・ステッチは、中央がクロスしたダイヤモンドポイントのデザインとする。全てのボタンを戦前のドーナツボタンから現在の形へ変える。
- 1952年 デニム・ジャケットを507XXへモデルチェンジする[注釈 3]。
- 1954年 映画『ワイルド・ワン[注釈 4]』で主演のマーロン・ブランドが501XXを着用し、ファッションジーンズの先鞭となる。

以降、数年の間にリーバイスで初めてのジッパー・フライのジーンズ、501ZXX、503ZXX、504ZXXを発売する。
- 1955年 この頃にウエスト・バンドのパッチの素材が縮んで劣化しやすいレザーから、オイル紙[注釈 5]へ移行する。
- 1960年 パンツを、従来のウェストテッド・オーバーオールから、初めて「ジーンズ」の呼称でフラッシャーに表記する。
- 1961年 ホワイトジーンズ[注釈 6]、ピケ、コーデュロイなどのジーンズを発売し、アメリカ東海岸で好評を得る。
- 1962年 デニム・ジャケットを557XXへモデルチェンジ[注釈 7]し、現行モデルの基本形となる。この頃紙パッチから"Every Garment Guaranteed"の表記が消える[注釈 8]。のちにパッチに小さく"Made in U.S.A."と記す。501XXなどのヒップポケットから隠しリベットを廃止し、代わりにカンヌキ止め[注釈 9]を施す。
- 1963年 プリシュランク「プロセス686 防縮加工デニム」を使用したジッパーフライジーンズの551ZXXを新発売し、アメリカ東海岸で好評を得る。
- 1963年頃 真後ろのベルトループをオフセットからセンター取付けにする。
- 1964年 リーバイス・ジーンズがワシントンD.C.国立スミソニアン博物館の展示物になる。
- 1965年 香港にファーイースト工場および営業拠点を設立する。
- 1966年 リーバイス・ジーンズのテレビCMを開始する。
- 1967年 バックポケットの隠しリベットを完全に廃止する。ロットナンバーを、501XXは501、501ZXXは502-0117、551ZXXは505-0217、557XXは70505-0217、と変更する。パッチのロットナンバー表記からXXを廃止し、501-0117など素材と色の組み合わせを番号で表記する。ロットナンバーの数字をローマン体からサンセリフ体に変更する。過渡期は変更前後の両方で表記したダブルネームも存在する。[注釈 10]
- 1968年 二本針ミシンを使った効率化生産ラインで作られる「オレンジ・ラベル」として、606-0217（スリム・ジーンズ）や646-0217（ベルボトム・ジーンズ）を発売。デニム・ジャケットのパッチが順次小型になる。
- 1969年頃 パッチに"Care Instructions Inside Garment"と表記されるようになる。中でも501Ⓡ・505・517のうち特定の収縮率を有するタイプは66モデルと呼ばれ、1980年頃まで生産。501Ⓡ・502 以外の 505 などには大型織機で織られる広幅のデニムが使用されるようになり、「セルビッジ付きデニム」が順次廃止になる。ただし、サイドシームの裏側はインターロックではなく、脇割り縫い。アーキュエットステッチがオレンジ糸（合繊）に変わり、従来のイエロー糸（綿）は一旦完全に消滅。
- 1971年 株式の店頭公開を機に、ロゴ及びタブの表示をLEVI'S（キャピタルE）からLevi's（スモールe）へと変更。ブーツカット・ジーンズ（517-0217：初回生産にキャピタルEタブが存在）を発売。以降 505 の異素材型 518、ホワイトタブのモデル（606ブラック＆ホワイトなど）やコンフォートフィットの 510、515 などを展開し、ラインナップを拡充。デニムの縮みでジッパーに歪みが生じる 502-0117 はアメリカでは生産中止（米国製スモールeも若干ながら存在。以降の香港製などは当然スモールe）。なお、日本では502-0117をワンウォッシュしてシュリンクさせてから販売していた。
- 1974年 リーバイ・ストラウス社の主催により、デニム・アート・コンテストが開催される。
- 1975年頃 501Ⓡ、505 などのヒップポケット裏がチェーンステッチとなる（66モデル後期）。
- 1976年 501XX がスミソニアン博物館の永久コレクションとして加わる。
- 1977年 ジミー・カーターがリーバイスの愛用者であることを公式発言。
- 1978年 レッドタブの517に加え、オレンジラベルの517（20517）や異素材の 516 が発売される。ちなみにパッチのツーホースマークなどの印刷は、レッドタブモデルが必ず赤色で、それ以外は大抵が茶色である（コーデュロイジーンズなどにデザインが異なる赤印刷のものも存在する）。
- 1980年頃 501Ⓡ の収縮率表示が約8%から約10%に変更（505から収縮率約3%の表示がなくなる）、通称ハチマルモデルへと移行。また、日本でジェームズ･ディーンを起用した広告キャンペーンを開始（ジェームズ・ディーン＝リーバイスというイメージを日本に定着させるが、実際にジェームズ・ディーンが着用したジーンズはLeeだったことが後に明らかになる）。
- 1981年頃 501Ⓡ にもセルビッジ無し、脇割り縫いの製品が現れ始め（通称・ハチマルチェーン）1986年頃までセルビッジ付きと共存。
- 1982年 ストーンウォッシュ加工のジーンズを発売（それまでブルージーンズは未洗いまたはワンウォッシュのみであった）。1980年代半ばにはケミカルウォッシュ、ブリーチ加工（リーバイスではアイスウォッシュと称する）も出現する。ハンドポケットの付いたデニムジャケット 70506 を発売。
- 1983年 デニム地の調達先であるコーンミルズ社が、セルビッジ一杯まで使用する必要があった29インチ狭幅デニム地の生産を中止。従来タロン、スコーヴィルなどがあったジップフライモデルのジッパーを順次自社ブランド表記に統一（ジッパー・メーカーにOEM発注）。バックボケットの濃紺色糸によるカンヌキ止め（通称・紺カンまたは黒カン）が順次消滅、バータックはオレンジ糸のみとなる（ブルージーンズの場合）。
- 1985年　リーバイスヨーロッパ企画のシルバータブシリーズを発売。アメリカでの生産はオレンジタブモデルと同じ「ライン8」で行われた。
- 1986年頃　上記に伴って「セルビッジ付きデニム」の501Ⓡ 生産が一旦終了。501Ⓡ・505 などのブラック＆ホワイトや、パッチのロットナンバーが赤文字表記のもの（例：501、レッドタブのモデルのみ）が登場する。紙パッチのロットナンバー・サイズ表記以外の部分がコーティングされるようになる。
- 1988年頃　501Ⓡ と一部の 505、517 についてパッチのロットナンバー表記の数字が大判化（例：５０１）。これはロットナンバーのみ表記の場合に限られ、素材・色コード付き表記の場合は小さいまま（例：505 0217）。また米国製は以前の黒文字時代から 510 0217 というようにハイフンを省略。その中で生産工場にもよるが ５０１xx（xxは小文字）というパッチ表記が復活。この頃には、PRESHRUNKの表示があるモデルは 501 でさえも殆ど収縮しないようになった（他と同じく収縮率3%）。
- 1991年頃 紙パッチの材質・印刷を改良。洗濯を繰り返しても破れないようになる。数字がスタンプから丸みを帯びた字体の印刷に変わり、素材・色コード付きの表記が再びハイフン入りとなる（例：505-0217）。デニム・ジャケットのパッチが再び大型になる。ルーズフィットの 519（復活型番）・520 を発売。
- 1992年 先に日本で502（実態は中期の501ZXX。ジッパー・フライ）として生産・発売されていたヴィンテージ復刻ジーンズを、「ビッグＥプロダクト」としてアメリカでも生産開始（隠しリベット無し・ボタン・フライの501 1968年モデル）。量産型 501Ⓡ はロットナンバー表記が再び黒文字となり（５０１ｘｘ）、501Ⓡ 以外の量産モデルは紙パッチからＸＸの表記が消える。1988年頃からこの時期にかけての 505・510・517 にはロットナンバーのみ表記ながら小さい赤文字のものもある（(-)0217を省略した形：エルパソ工場製など。例：517）。
- 1993年 アメリカネバダ州で「世界一古いリーバイスジーンズを探すコンテスト」が開催された。最古のジーンズ（1880年代製造）が発見された。
- 1995年 年間売上が56億ドルを記録。50億ドル突破はアパレル業界で初。
- 1996年 1955年モデルの復刻、55501を生産開始。
- 1997年 日本が551Zとして先行していた551ZXX（ジッパー・フライ）の復刻版を生産･販売。米国製の復刻版はリプロダクトまたはリプロデュースと称する。
- 1998年 リーバイスヨーロッパが、過去のリーバイスジーンズを忠実に復刻するために、LEVI'S VINTAGE CLOTHING（通称・LVC）プロジェクトを開始する。
  - 501Ⓡ 以外のモデルも生産工場によっては、ロット・ナンバー表記が再び黒文字となる（例：５０５）。一方で赤文字の量産モデルでは"Every Garment Guaranteed"の表記が復活したものもある。
- 2000年 リーバイスのCMに初めて日本人キャラクター（木村拓哉）が出演する・※70年代にはモデルとして日本人を起用したケースはある。
  - アメリカ国外での生産が比重を増し、それまでの 501 = 01デニム、501 以外 = 02デニムという素材についての図式が崩れる。パッチのロットナンバー表記は全て黒文字となり、505-03のように素材コードのみを併記。
- 2001年 1993年にネバダ州で発見された1880年代製造の現存する世界最古のリーバイスジーンズを、本社がネットオークションで獲得。落札金額は46,532ドル。
- 2003年 会社創立150周年、ジーンズの誕生から130周年を迎える。だが、バレンシア工場を初めとしたアメリカ国内の自社ジーンズ生産工場をすべて閉鎖。以降、ヨーロッパ企画のアメリカ製ヴィンテージ製品やその他のMADE IN USAモデルは、外注生産となる。アメリカにある本社はマーケティング・管理・デザイン開発のみを担当。
- 2004年 カナダの工場も閉鎖。北米地域の生産国はメキシコ、グアテマラ、ドミニカなどを残すのみとなる。
- 2017年 長年にわたりリーバイスに生地を供給し続けたコーンミルズ・ホワイトオーク工場が閉鎖。
- 2019年3月21日 ニューヨーク証券取引所に再上場。公開価格は17ドルであったが、初日の終値は22.41ドルと値上がりした[4]。
- 2022年 CEOのチップ・バーグの後任にミシェル・ガスが就任すると発表[5]。

## 世界各国の現地法人

### 日本法人

#### 概要
- 前身は1970年に開設されたリーバイ・ストラウス日本支社。1982年11月、リーバイ・ストラウス ジャパン設立。1989年6月、店頭市場に株式公開。

#### 来歴
- 1982年11月 - 設立。支社時代以来の米国製品、アジア・パシフィックディビジョンのフィリピン、香港で生産されたリーバイス製品の流通を継承したほか、独自商品の開発、国内工場増設を手がける。
  - この時期、米国製以外の主力商品として、フィリピン製 505（デザインが米国製 505 と相違）や、フィリピン製または日本製に移行した 606・646、515 から派生した独自仕様の 525 とそのスリム版 626 などが挙げられる。
- 1986年 - 店頭無料配布のカタログ『リーバイスブック』を創刊。セルビッジ付き・キャピタルEタブ、プリシュランク・クロスハッチデニム等 501Z XX の復刻版を 502XX と称して製造販売開始。リーバイスヨーロッパ企画の 636（フィリピン製）発売。
- 1987年 - ヴィンテージ復刻の第二弾 701XX を発売。1936年式501XXの復刻でバックシンチ付き、紙パッチ。後年702に品番を変更。
- 1988年 - 独自商品として 503（ゴーマルサン） など（他にタイトな 508 や各々のスリム版 603・608 が存在）のクラシックリーバイスシリーズを展開。これらでは、米国製レギュラーモデルで廃止されたばかりの紺糸バータックが早くも復活した。ファーストジャケットの復刻版 70502 を発売。
- 1989年6月 - 店頭市場に株式公開。
  - ルーズフィットのデニムジャケット 70649、長丈の70651（いずれもオレンジタブ）を発売。レギュラーストレート 515 とスリム版 616 を再発売（フィリピン製）。
- 1990年 アンティークリーバイスとして 504（タロンジッパー・スモールeタブ・セルビッジ無し）、ルーズフィットの 509（特殊なアンティークデニムを使用）を発売。
- 1994年 本格的なヴィンテージ復刻シリーズに取り組み始め、まず 504ZXXのレプリカを 504Z として製造発売（革パッチ。但し依然として隠しリベットと紺バータック両方を備える。1997年まで販売）。502 は隠しリベット省略、パッチのロットナンバー表記を 502 のみとするなど仕様を変更して、本来の 502 にほぼ忠実となる。
- 1995年 551ZXX のレプリカを 551Z として製造発売（アメリカ製551ZXX生産開始の1997年まで）。
- 1996年 従来の「ビッグEプロジェクト」をリーバイス・ヴィンテージ・クロージングとして再編。503BXX、503ZXXのレプリカや、1930年代501の復刻 702XX、1910年代501の復刻 s702XX を製造販売。
- 1997年 香港返還に伴い、それまでの香港製表示は消滅、代わって「中国製」商品の取扱いが増える。
- 2000年 1966年式 501 のレプリカを 66501 として製造発売（初の日本製 501）。この時から日本製品にも501の品番を使えるようになる。
- 2001年 リーバイス・エンジニアド・ジーンズを発売。
- 2004年 アメリカ国内の工場全廃に伴い、順次米国製品の流通が無くなる。但し、リーバイス本社がメキシコなどで生産し北米向けに流通させている製品（USライン）の輸入・販売は継続。
- 2008年 生産がフィリピン、ベトナム、パキスタンへ移行していた 501、505 などのレギュラーモデルを、輸入コーンミルズ社製デニムを用いてモデルチェンジ。
- 2019年 リーバイ・ストラウスによる株式公開買付けが成立[6]。
- 2020年 1月6日にジャスダック（現・東証スタンダード）上場廃止。1月9日にリーバイ・ストラウスの完全子会社となる[7]。

#### 広告イメージキャラクター
- ジェームズ・ディーン
- 水野晴郎
- 木村拓哉
- 虎牙光揮
- 中村獅童
- 小雪
- 森山未來
- 菊地凛子

#### CM曲
- "en:When I See You Smile"（ダイアン・ウォーレンによる書き下ろし） - バッド・イングリッシュ